# بخش مرکزی شهرستان عباس‌آباد

بخش مرکزی شهرستان عباس‌آباد یکی از بخش‌های شهرستان عباس‌آباد در استان مازندران ایران است.

## جمعیت
براساس سرشماری مرکز آمار ایران در سال ۱۳۹۵، جمعیت بخش مرکزی شهرستان عباس‌آباد ۲۵٫۴۳۶ نفر (۸٫۴۴۷خانوار) بوده‌است.

## تقسیمات کشوری
بخش مرکزی شهرستان عباس‌آباد متشکل از دو دهستان و یک شهر است:
- دهستان لنگارود غربی
- دهستان لنگارود شرقی
  - مرکز: عباس آباد